# Tannenschleife
Tannenschleife ist ein Ortsteil der Gemeinde Teunz im Oberpfälzer Landkreis Schwandorf in Bayern.

## Geographische Lage
Tannenschleife liegt ungefähr 4 km nördlich von Teunz
nahe der Einmündung des Höcherlbaches in den Tannenbach.

## Geschichte
Zum Stichtag 23. März 1913 (Osterfest) war Tannenschleife Teil der Pfarrei Teunz und hatte ein Haus und 8 Einwohner.
Fuchsberg bildete 1969 zusammen mit Hebermühle und Tannenschleife
die Gemeinde Fuchsberg mit insgesamt 265 Einwohnern und 325 ha Fläche.
Am 31. Dezember 1990 hatte Tannenschleife 19 Einwohner und gehörte zur Pfarrei Teunz.